# 松平信直
松平 信直（まつだいら のぶなお）は、江戸時代中期の大名。丹波亀山藩の第2代藩主。官位は従五位下佐渡守、紀伊守、主計頭。形原松平家12代当主。

## 略歴
享保17年（1732年）、初代藩主（当時は丹波篠山藩主）・松平信岑の弟・松平庸倫の長男として誕生。
寛延2年（1749年）、伯父・信岑の養子となり、宝暦13年（1763年）の信岑の死去により家督を継いだ。宝暦14年（1764年）1月、従五位下・紀伊守に叙任される。
天明元年（1781年）閏5月27日、長男・信道に家督を譲って隠居し、主計頭を遷任する。後に双峰と号した。
天明6年（1786年）10月10日に死去した。享年55。

## 系譜
- 父：松平庸倫
- 母：不詳
- 養父：松平信岑（1696-1763）
- 正室：松平光雄娘
  - 長男：松平信道（1762-1791）
  - 次男：松平信愛（1763-?） - 松平信幬の養子
  - 三男：戸田光弘（1765-?） - 戸田光邦の養子
  - 四男：巨勢利和（1767-1834） - 巨勢至親の養子
  - 五男：牧野成傑（1769-1823） - 牧野資成の婿養子
- 生母不明の子女
  - 六男：松平直温
  - 七男：彦坂重教（1773-1797） - 彦坂忠篤の養子
  - 八男：松平直義
  - 九男：松平貞幹
  - 女子：松平勝全正室
  - 女子：溝口直舊正室
  - 女子：太田資承正室